# Torneo de Nanchang 2014
El Jiangxi International Women's Tennis Open 2014 es un torneo de tenis profesional jugado en canchas duras. Se trata de la inaugural del torneo, que es parte de la WTA 125s de 2014. Se llevará a cabo en Nanchang, China, entre el 21 al 28 julio de 2014.

## Cabezas de serie

### Individuales
| Tenista            | Ranking | Preclasificada |
| Peng Shuai         | 50      | 1              |
| Zheng Jie          | 60      | 2              |
| Misaki Doi         | 85      | 3              |
| Luksika Kumkhum    | 113     | 4              |
| Mandy Minella      | 115     | 5              |
| Saisai Zheng       | 131     | 6              |
| Ayumi Morita       | 148     | 7              |
| Yuliya Beygelzimer | 168     | 8              |
| Duan Yingying      | 169     | 8              |

### Dobles
| Tenista                          | Ranking | Preclasificada |
| Monique Adamczak Zheng Saisai    | 162     | 1              |
| Yuliya Beygelzimer Mandy Minella | 186     | 2              |
| Chan Chin-wei Xu Yifan           | 197     | 3              |
| Misaki Doi Hsieh Shu-ying        | 258     | 4              |

## Campeonas

### Individuales femeninos
Peng Shuai venció a  Liu Fangzhou por 6-2, 3-6, 6-3

### Dobles femenino
Chuang Chia-jung /  Junri Namigata vencieron a  Chan Chin-wei /  Xu Yifan por 7–6(7–4), 6–3